# TEP 90
Das System TEP 90 (Truppenentgiftungsplatz 90) ist ein militärisches System zur Dekontamination von Personen, Material und Infrastruktur. Das System besteht aus der Dekontaminationsausstattung TEP 90 und dem Trägerfahrzeug TEP 90.

## Dekontaminationsausstattung TEP 90
Die Dekontaminationsausstattung dient zur Entgiftung, Entstrahlung, Entseuchung und Entwesung von Personen, Material und Infrastruktur nach einem Angriff mit ABC-Waffen, kann aber auch bei Unfällen (z. B. Chemieunfällen), Naturkatastrophen oder Epidemien eingesetzt werden.
Die Ausstattung besteht aus vier Modulen, die auf einer 20 Fuß-Plattform verladen sind und mit Ausnahme von Modul 1 für den Einsatz auf den Boden abgesetzt werden. Die Module haben unterschiedliche Aufgaben:
- Modul 1 – Dekontamination von Fahrzeugen
- Modul 2 – Dekontamination von tragbarer Ausrüstung und Gerät
- Modul 3 – Dekontamination von Personen
- Modul 4 – Dekontamination von Innenräumen.

Ein Grundvorrat des für die Dekontamination erforderlichen Wassers befindet sich in einem 1500 Liter-Tank in Modul 1, mehr Wasser wird bei Bedarf in einem Wasseranhänger mitgeführt oder durch eine separate Wasseraufbereitungsanlage vor Ort gewonnen und bereitgestellt.

## Trägerfahrzeug TEP 90
Das Trägerfahrzeug hat eine Zuladungsklasse von 15 Tonnen und basiert auf dem Iveco Trakker. Es verfügt über ein gepanzertes Fahrerhaus mit ballistischem Schutz, Minenschutz und einer ABC-Schutzbelüftung, einen Ladekran und eine Aufnahme für einen 20 Fuß-Container. Mit dem Ladekran können die Module der Dekontaminationsausstattung auf dem Erdboden abgesetzt und wieder aufgenommen werden.
Durch die universelle Aufnahme für 20 Fuß-Container können mit dem Trägerfahrzeug auch andere Dekontaminationsausstattungen, zum Beispiel der Materialentgiftungsplatz (MEP) transportiert werden.

## Verwendung
In der Bundeswehr ist der TEP 90 eines der Hauptsysteme der ABC-Abwehrtruppe und wird in allen Verbänden des ABC-Abwehrkommandos genutzt. Weitere Systeme befinden sich bei der Deutschen Marine.
Der TEP 90 wird seit 2008 von der Bundeswehr genutzt. Ab 2010 wurde der TEP 90 auch im Rahmen des Auslandseinsatzes ISAF eingesetzt.
Darüber hinaus hat das Österreichische Heer elf Dekontaminationsausstattungen ohne Trägerfahrzeug von der Bundeswehr erworben. Die Systeme werden unter der Bezeichnung Dekontaminationssystem Mammut geführt, als Trägerfahrzeuge kommen LKW vom Typ MAN TGS und MAN HX zum Einsatz.